# Rán
Pour les articles homonymes, voir Ran.

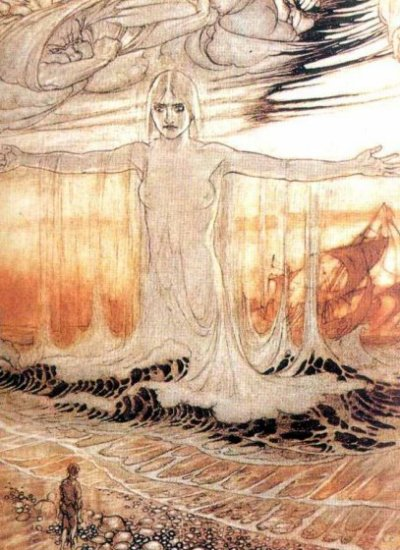
La déesse Rán, Arthur Rackham 1911.

Rán, ou Ran (surnommée « Rán la ravisseuse »), est dans la mythologie nordique, une déesse marine qui repêche les noyés avec un filet. Avec le géant Ægir, elle a eu neuf filles. Celles-ci pourraient être les neuf mères de Heimdall.
Dans la poésie mythologique, elle apparaît à peine, mais on écrit que se noyer c’est plus ou moins tomber dans les filets de Rán.
Elle est effectivement la souveraine de l’empire des morts au fond de la mer, là où les noyés aboutissent. Pendant qu’Ægir, son mari, représente plutôt les aspects souriants de la mer, Rán en est le côté sombre.
L’étymologie du mot Rán est obscure, mais probablement il y a eu une influence du mot homonyme pour le vol, si bien que Rán serait la voleuse. Une influence du mot celtique roean est possible aussi avec grand (ro) et coulant (ean) si bien que Rán serait la grande marée haute.
Elle apparait dans l’Edda de Snorri : Skáldskaparmál, et dans l’Edda poétique : introduction du Reginsmál.